# Rosalind Atkinson
Rosalind Atkinson, född 11 april 1900 i Wellington, Nya Zeeland, död 21 februari 1977 i Northwood, England, Storbritannien, var en nyzeeländsk skådespelare.